# Sakari Oramo
Sakari Markus Oramo (Helsinki, 26 ottobre 1965) è un direttore d'orchestra e violinista finlandese direttore principale della BBC Symphony Orchestra e dell'Orchestra Filarmonica Reale di Stoccolma.

## Biografia
Ha incominciato la sua carriera come violinista e primo violino dell'Orchestra sinfonica della radio finlandese. Nel 1989, si iscrisse al corso di direzione di Jorma Panula all'Accademia Sibelius. Nel 1993, un anno dopo aver terminato il corso, sostituì un direttore ammalato dell'Orchestra sinfonica della radio finlandese. Per il successo ottenuto, fu nominato conduttore co-principale. Oramo collaborò anche con l'orchestra finlandese Avanti!.  Oramo divenne direttore ospite principale dell'Orchestra da camera ostrobothniana nel 1995 e uno dei suoi direttori principali nel 2009. Nel 2013, diventò il direttore artistico della BBC Symphony Orchestra.
Nel settembre del 1996, Oramo fu nominato direttore principale della City of Birmingham Symphony Orchestra, dopo aver diretto la stessa orchestra due volte. Ebbe quindi l'incarico di direttore musicale e consigliere artistico nel 1998. La sua attività a Birmingham comprese il festival di musica contemporanea Floof!  Ha anche promosso la musica di John Foulds in concerti e incisioni con la City of Birmingham Symphony Orchestra.  Dal 2003 al 2012 Oramo fu l'unico direttore principale dell'Orchestra sinfonica della radio finlandese.
Fu protagonista alle celebrazioni per il 150º anniversario di Edward Elgar (Il sogno di Geronte) nel 2007 e fu premiato con la Medaglia Elgar nel 2008 per il suo impegno nella promozione della musica di Elgar. Nel 2008, Oramo si dimise da direttore musicale della City of Birmingham Symphony Orchestra e ne divenne il direttore ospite principale per la stagione 2008–2009.
Nell'aprile del 2007, Oramo fu uno degli otto direttori d'orchestra a sostenere un programma decennale di sviluppo per la musica classica, con il fine di aumentare la presenza della musica classica nel Regno Unito, anche attraverso l'accesso gratuito di tutti gli scolari britannici ai concerti di musica classica. Oltre alla sua attività di direttore e di incisione, Oramo ha anche pubblicato articoli musicali sui giornali.
INel settembre del 2008, Oramo divenne direttore principale e consigliere artistico dell'Orchestra Filarmonica Reale di Stoccolma. Il suo primo contratto a Stoccolma era per tre anni.. Con l'Orchestra Filarmonica Reale di Stoccolma, ha registrato le sinfonie di Robert Schumann. Nel 2011, il contratto di Oramo fu esteso fino al 2015; nell'aprile del 2016 il suo contratto fu prolungato ancora fino al 2020. Con l'Orchestra Filarmonica Reale di Stoccolma ha realizzato incisioni commerciali per l'etichetta BIS.
Nell'ottobre del 2011, Oramo fece la sua prima apparizione come direttore ospite con la BBC Symphony Orchestra,. Sulla base di questo concerto, nel febbraio del 2012, Oramo è stato nominato 13° direttore della BBC Symphony Orchestra, a partire dalla prima notte dei Proms del 2013. Il primo contratto prevedeva un termine di tre anni, con un'opzione per i 2 anni successivi.  Oramo ebbe il titolo di direttore principale designato per la stagione 2012–2013. Nel settembre del 2015, la BBC Symphony Orchestra ha annunciato il prolungamento del contratto fino alla stagione 2019-2020. Nel maggio del 2018 la BBC Symphony Orchestra ha comunicato un'ulteriore estensione del contratto di Oramo fino al 2022. Con la BBC Symphony Orchestra ha eseguito incisioni commerciali con la casa discografica Harmonia Mundi.
Oramo è sposato con il soprano finlandese Anu Komsi, da cui ha avuto due figli: Taavi e Leevi.